# Actinotus leucocephalus
Actinotus leucocephalus är en flockblommig växtart som beskrevs av George Bentham. Actinotus leucocephalus ingår i släktet Actinotus och familjen flockblommiga växter.

## Underarter
Arten delas in i följande underarter:
- A. l. humilis
- A. l. nanella